# Масатекские языки
Масатекские языки (En Ngixo, Ha shuta enima, Mazatec, Mazatecan) — группа, тесно связанная с языками коренных народов, на которых говорят около 200.000 человек и известны в горной местности как Сьерра-Масатека, которые располагаются на северной части штата Оахака в Южной Мексике, а также на смежных территориях штатов Пуэбла и Веракрус.
Группа масатекских языков часто описывается как один масатекский язык, но потому что несколько разновидностей языка, среди них взаимопонятность низка, их лучше описать как группу языков. Группа языков принадлежит к пополоканской подгруппе ото-мангской семьи языков. Согласно "Закону о лингвистических правах", они признаны в качестве "национальных языков" наряду с другими языками коренных народов Мексики и испанским.
Масатекские языки являются распространёнными во многих небольших населённых пунктах области масатеков, и во многих городах на них говорят почти все жители, хотя язык начинает терять статус местного языка перед испанским в некоторых таких крупных сообществах, как Уаутла-де-Хименес и Халапа-де-Диас.
Подобно другим ото-мангским языкам, масатекские языки являются тональными, тоны играют важную роль в распознавании лексических единиц грамматических категорий. В центральном тоне в масатекском языке используется свистящая речь в большинстве общин масатеков и позволяет всем носителям общаться при помощи свиста.

## Языки
Ниже приведены языки, названные в честь деревень, в которых на них говорят:
- Чикиуитланский (2500 человек в Сан-Хуан-Чикиуитлан. Отличается от других разновидностей.)
- Центральные
  - Уаутланский (50.000 человек. Престижный диалект масатекского языка, на котором говорят в Уаутла-де-Хименес.)
  - Аяутланский (3500 человек в Сан-Бартоломе-Аяутла. Очень похож на уаутланский диалект.)
  - Масатланский (13.000 человек в Масатлан и близлежащих деревнях. Несколько аналогичен уаутланскому диалекту.)
- Текоатлский (34.000 человек в Сан-Херонимо-Текоатл, Сан-Лукас-Сокиапан, Санта-Крус-Акатепек, Сан-Антонио-Элохочитлан и многих других деревнях. Несколько похож на уаутланский диалект.)
- Искатланский (11.000 человек в Сан-Педро-Искатлан,Чичикасапа, Нуэво-Искатлан. Несколько похож на уаутланский диалект.)
- Халапанский (16.000 человек в Сан-Фелипе-Халапа-де-Диас. Несколько похож на уаутланский диалект.)
- Сояльтепекский (23.000 человек в Санта-Мария-Хакальтепек и Сан-Мигель-Сояльтепек. Несколько похож на уаутланский диалект.)

## Фонология

### Гласные
|                       | Передний ряд | Передний ряд | Передний ряд | Передний ряд | Задний ряд | Задний ряд | Задний ряд | Задний ряд |
| рот.                  | нос.         | скрип.       | хрип.        | рот.         | нос.       | скрип.     | хрип.      |            |
| --------------------- | ------------ | ------------ | ------------ | ------------ | ---------- | ---------- | ---------- | ---------- |
| Верхний подъём        | [i]          | [ĩ]          | [ḭ]          | [i̤]          | [u]        | [ũ]        | [ṵ]        | [ṳ]        |
| Средне-верхний подъём |              |              |              |              | [o]        | [õ]        | [o̰]        | [o̤]        |
| Нижний подъём         | [æ]          | [æ̃]          | [æ̰]          | [æ̤]          | [ɑ]        | [ɑ̃]        | [ɑ̰]        | [ɑ̤]        |

|                       | Передний ряд | Передний ряд  | Передний ряд  | Передний ряд | Задний ряд | Задний ряд    | Задний ряд    | Задний ряд |
| рот.                  | нос.         | прерывается ʔ | прерывается h | рот.         | нос.       | прерывается ʔ | прерывается h |            |
| --------------------- | ------------ | ------------- | ------------- | ------------ | ---------- | ------------- | ------------- | ---------- |
| Верхний подъём        | [i]          | [ĩ]           | [ḭ]           | [i̤]          | [u]        | [ũ]           | [ṵ]           | [ṳ]        |
| Средне-верхний подъём | [e]          | [ẽ]           | [ḛ]           | [e̤]          | [o]        | [õ]           | [o̰]           | [o̤]        |
| Нижний подъём         | [æ]          | [æ̃]           | [æ̰]           | [æ̤]          | [ɑ]        | [ɑ̃]           | [ɑ̰]           | [ɑ̤]        |

### Согласные
|                   |             | Губ.-губ. | Зуб. | Постальвеоляр. | Веляр. | Глот. |
| Плав.             |             | Губ.-губ. | Зуб. | Постальвеоляр. | Веляр. | Глот. |
| ----------------- | ----------- | --------- | ---- | -------------- | ------ | ----- |
| Плав.             | придых.     | (pʰ)      | tʰ   |                | kʰ     |       |
| Плав.             | простые     | (p)       | t    |                | k      | ʔ     |
| Плав.             | пренасализ. | mb        | nd   |                | ŋɡ     |       |
| Аффр.             |             |           |      |                |        |       |
| придых.           |             | tsʰ       | tʃʰ  |                |        |       |
| непридых.         |             | ts        | tʃ   |                |        |       |
| пренасализ.       |             | nd͡z       | nd͡ʒ  |                |        |       |
| Фрикатив.         |             |           |      |                |        |       |
| глух.             |             | s         | ʃ    |                | h      |       |
| Нос.              |             |           |      |                |        |       |
| глух.             | m̥           | n̥         | ɲ̥    |                |        |       |
| простые           | m           | n         | ɲ    |                |        |       |
| капитал. (скрип.) | m̰           | n̰         | ɲ̰    |                |        |       |
| Аппрокс.          |             |           |      |                |        |       |
| глух.             |             |           | ȷ̊    | ʍ              |        |       |
| простые           |             | (l)       | j    | w              |        |       |
| насализ.          |             |           | j̃    | w̰              |        |       |
| Одноудар.         | Одноудар.   |           | (ɾ)  |                |        |       |

### Тоны
Тоновая система между разновидностями заметно отличается. В халапанском диалекте есть 3 тона (высокий, средний, низкий) и 6 контурных тонов (высоко-средний, низко-средний, средне-низкий, средне-высокий, низко-высокий, высоко-низко-высокий). В чикиуитланском варианте имеется более комплексная тоновая система с четырёх-уровневыми тонами (высокий, средневысокий, средненизкий, низкий) и 13 различных контурных тонов (высоко-низкий, средневысоко-низкий, средненизко-низкий, высоко-высокий (дольше, чем обычный высокий), средневысоко-высокий, средненизко-высокий, низко-высокий, высоко-высоко-низкий, средневысоко-высоко-низкий, средненизко-высоко-низкий, низко-высоко-низкий, низко-средневысоко-низкий, низко-средневысокий).
В масатекском языке из Уаутла-де-Хименес есть свои отличительные тоны на каждом слоге, и то же самое, кажется, происходит в чикиуитланском диалекте. В масатекском различаются тоны только на определённом слоге. Но в уаутланском масатекском языке нет тонового сандхи, в то время как в сояльтепекском и чикиуитланском вариантах есть сложные правила сандхи.